# Liste der Gebietsänderungen in Mecklenburg-Vorpommern von 2005 bis 2009
Die Liste der Gebietsänderungen in Mecklenburg-Vorpommern von 2005 bis 2009 enthält wichtige Änderungen der Gemeindegebiete des Landes Mecklenburg-Vorpommern in der Zeit vom 1. Januar 2005 bis zum 31. Dezember 2009. Dazu zählen unter anderem Zusammenschlüsse und Trennungen von Gemeinden, Eingliederungen von Gemeinden in eine andere, Änderungen des Gemeindenamens und größere Umgliederungen von Teilen einer Gemeinde in eine andere.

## Legende
- Datum: juristisches Wirkungsdatum der Gebietsänderung
- Gemeinde vor der Änderung: Gemeinde vor der Gebietsänderung
- Maßnahme: Art der Änderung
- Gemeinde nach der Änderung: Gemeinde nach der Gebietsänderung
- Landkreis: Landkreis der Gemeinde nach der Gebietsänderung

Die Sortierung erfolgt chronologisch: Datum, kreisfreie Städte, Landkreise, aufnehmende oder neu gebildete Gemeinde. Heute noch bestehende Gemeinden sind farbig unterlegt.

## Liste
| Datum      | Gemeinde vor der Änderung                                           | Maßnahme        | Gemeinde nach der Änderung | Landkreis            |
| ---------- | ------------------------------------------------------------------- | --------------- | -------------------------- | -------------------- |
| 01.01.2005 | Bellin                                                              | Eingliederung   | Krakow am See              | Güstrow              |
| 01.01.2005 | Recknitz                                                            | Eingliederung   | Plaaz                      | Güstrow              |
| 01.01.2005 | Neuendorf                                                           | Eingliederung   | Steinhagen                 | Güstrow              |
| 01.01.2005 | Klein Bengerstorf Wiebendorf                                        | Zusammenschluss | Bengerstorf                | Ludwigslust          |
| 01.01.2005 | Glaisin Kummer                                                      | Eingliederung   | Ludwigslust                | Ludwigslust          |
| 01.01.2005 | Fahrbinde                                                           | Eingliederung   | Rastow                     | Ludwigslust          |
| 01.01.2005 | Adamshoffnung Grüssow Kogel Rogeez Satow                            | Zusammenschluss | Fünfseen                   | Müritz               |
| 01.01.2005 | Alt Schönau Lansen                                                  | Zusammenschluss | Lansen-Schönau             | Müritz               |
| 01.01.2005 | Lexow                                                               | Eingliederung   | Walow                      | Müritz               |
| 01.01.2005 | Gramkow Groß Walmstorf                                              | Zusammenschluss | Hohenkirchen               | Nordwestmecklenburg  |
| 01.01.2005 | Kammin                                                              | Eingliederung   | Behrenhoff                 | Ostvorpommern        |
| 01.01.2005 | Ahlbeck Bansin Heringsdorf                                          | Zusammenschluss | Dreikaiserbäder            | Ostvorpommern        |
| 01.01.2005 | Mellenthin Morgenitz                                                | Zusammenschluss | Mellenthin                 | Ostvorpommern        |
| 01.01.2005 | Groß Ernsthof                                                       | Eingliederung   | Rubenow                    | Ostvorpommern        |
| 01.01.2005 | Ranzin                                                              | Eingliederung   | Züssow                     | Ostvorpommern        |
| 01.01.2005 | Mewegen                                                             | Eingliederung   | Rothenklempenow            | Uecker-Randow        |
| 01.01.2006 | Dreikaiserbäder                                                     | Namensänderung  | Heringsdorf                | Ostvorpommern        |
| 01.07.2006 | Weitendorf                                                          | Eingliederung   | Laage                      | Güstrow              |
| 01.07.2006 | Groß Daberkow                                                       | Eingliederung   | Mildenitz                  | Mecklenburg-Strelitz |
| 01.01.2009 | Broock                                                              | Eingliederung   | Lübz                       | Parchim              |
| 07.06.2009 | Damm Dummerstorf Kavelstorf Kessin Lieblingshof Prisannewitz        | Zusammenschluss | Dummerstorf                | Bad Doberan          |
| 07.06.2009 | Remplin                                                             | Eingliederung   | Malchin                    | Demmin               |
| 07.06.2009 | Kambs                                                               | Eingliederung   | Bollewick                  | Müritz               |
| 07.06.2009 | Groß Flotow Groß Vielen Marihn Mollenstorf                          | Eingliederung   | Penzlin                    | Müritz               |
| 07.06.2009 | Behnkendorf Brandshagen Horst Kirchdorf Miltzow Reinberg Wilmshagen | Zusammenschluss | Sundhagen                  | Nordvorpommern       |
| 07.06.2009 | Badow Renzow                                                        | Zusammenschluss | Badow-Renzow               | Nordwestmecklenburg  |
| 07.06.2009 | Damshagen Moor-Rolofshagen                                          | Zusammenschluss | Damshagen                  | Nordwestmecklenburg  |
| 07.06.2009 | Schimm                                                              | Eingliederung   | Lübow                      | Nordwestmecklenburg  |
| 07.06.2009 | Löwitz Rathebur                                                     | Eingliederung   | Ducherow                   | Ostvorpommern        |
| 07.06.2009 | Pulow                                                               | Eingliederung   | Lassan                     | Ostvorpommern        |
| 07.06.2009 | Drewelow Japenzin                                                   | Eingliederung   | Spantekow                  | Ostvorpommern        |
| 07.06.2009 | Goldenstädt                                                         | Eingliederung   | Banzkow                    | Parchim              |
| 07.06.2009 | Klinken Matzlow-Garwitz Raduhn                                      | Zusammenschluss | Lewitzrand                 | Parchim              |
| 07.06.2009 | Langenhagen Techentin                                               | Zusammenschluss | Techentin                  | Parchim              |
| 27.09.2009 | Teschendorf                                                         | Eingliederung   | Burg Stargard              | Mecklenburg-Strelitz |
| 01.10.2009 | Badow-Renzow                                                        | Namensänderung  | Schildetal                 | Nordwestmecklenburg  |